# Laura Campos Prieto
Laura Campos Prieto (Mèrida, 13 de setembre de 1988) és una exgimnasta espanyola, especialitzada en la disciplina de gimnàstica artística.
Va començar la seva carrera com a gimnasta als 7 anys al Club EDM Mèrida. Posteriorment va passar a formar part del Club Extremadura. Amb la selecció espanyola de gimnàsia artística va participar en diversos Campionats del Món i Campionats d'Europa, així com ser olímpica en dues ocasions. Amb només quinze anys, va participar en els Jocs Olímpics d'Atenes 2004, on va quedar cinquena al concurs complet per equips. Es va classificar per als Jocs Olímpics de Pequín 2008, a la prova de concurs complet individual, però no va aconseguir passar a la final, quedant en la quaranta-novena posició. Després d'aquesta competició es va retirar de la gimnàstica.